# Teodor iz Mopsuestije
Teodor iz Mopsuestije, škof, največji ekseget antiohijske šole, * 350 Antiohija (Sirija), † 428 Mopsuestija (današnja Turčija).
Bil je sodobnik in prijatelj Janeza Krizostoma, ki je bil njegov sošolec pri Libaniju, potem pa pri Diodoru. V duhovnika je bil posvečen v Antiohiji in je tam opravljal svojo službo, potem pa postal škof v Mopsuestiji, v vzhodnem delu današnje Turčije. Za njegovega življenja niso nikoli podvomili o njegovi pravovernosti, po smrti pa so ga obsodili na carigrajskem koncilu leta 553. Tragična posledica tega je izginotje skoraj vseh njegovih del.
Teodor je komentiral skoraj vse Sveto pismo, a je ostalo le nekaj odlomkov in komentar Prve Mojzesove knjige (1-3). V sirkem prevodu so našli njegovo razpravo O učlovečenju Besede in njegove Krstne Kateheze.

## Življenje
Teodor se je rodil v premožni in vplivni družini v Antiohiji, kjer se je skupaj s svojim prijateljem in vrstnikom (Teodor je bil le nekaj let mlajši) Janezom Krizostomom udeleževal predavanj priznanega grško govorečega učitelja retorike Libanija. Sprva se je nameraval predati asketskemu življenju, vendar pa se je kasneje, kot poroča Sozomen, zaljubil v filozofsko izobrazbo in že se je zdelo, da se bo prepustil posvetnim rečem. To je privedlo Krizostoma, da je napisal pismo »Ad Theodorum lapsum« (Teodorju glede njegovega padca) in Teodorja s tem pregovoril, da se raje posveti meništvu.
V svojih zgodnjih dvajsetih letih je napisal prvo delo, in sicer komentar k Psalmom, kjer se že vidi njegovo dobesedno razumevanje in razlaga Svetega pisma, ki je bilo sicer splošno prisotno v antiohijski šoli, vendar pa pri Teodorju celo preveč poudarjeno. Pravoverni Antiohijci so od Teodorja zahtevali, da svoje mladostniško delo zažge, a se je temu uspel izogniti.
V letih 383 − 386 ga je v duhovnika posvetil antiohijski škof Flavijan, prijatelj Diodorja (škof v Tarzu in Teodorjev učitelj). Diodor je gotovo imel velike zasluge, da je bil Teodor leta 392 postavljen za škofa v Mopsuestiji. 
Teodorjevo škofovanje, ki je trajalo 36 let, je potekalo v miru. Njegova pisma so bila zbrana v knjigo, ki so jo Sirci poimenovali Knjiga biserov, ki pa je danes žal izgubljena. Na neki sinodi l. 394 v Carigradu, kjer so razpravljali o škofijskem sedežu Bostra (del antiohijskega patriarhata), je Teodor imel priložnost pridigati ob prisotnosti rimskega cesarja Teodozija I. Teodozij I. je bil nad Teodorjem navdušen in je svoje navdušenje prenesel tudi na svojega vnuka Teodozija II., ki je nekajkrat Teodorju tudi pisal.
Nekaj malega iz časa Teodorjevega škofovanja lahko izvemo tudi iz Krizostomovih pisem, ki jih je pisal med svojim izgnanstvom. Teodor je vedno ostal zvest svojemu dolgoletnemu prijatelju in ga je večkrat poskušal rešiti.
Teodor pa se je v svoji škofiji predvsem zavzemal za pravovernost, saj je večina njegovih del namenjena proti herezijam in sicer proti origenizmu, arianizmu, evnomejcem, apolinarizmu, »čarodejem« ter Julijanu Apostatu. Sozomen ga zaradi njegovega raznolikega pisanja imenuje »Polyhistor«. Poleg tega, da je bil dober škof za svojo škofijo, je pomagal tudi oddaljenim Cerkvam in jim pisal navodila ter nasvete. Skratka za časa njegovega življenja so ga vsi priznavali kot pravovernega.
Vendar pa je Teodorjevo življenje ob izteku postalo vedno bolj zapleteno. Najprej ga je leta 418 obiskal Julijan Eklanski z ostalimi pelagijanci, ki so s svojimi dogmatičnimi zmotami gotovo vplivali na Teodorja. L. 428 - v zadnjem letu njegovega življenja - pa ga je obiskal njegov mlajši bratranec Nestorij, za kateraga Evagrij Sholastik pravi, da je od Teodorja prevzel seme zmote, ki je kasneje zraslo v toliko gorja (nestorianizem).
Teodor je leta 428. umrl v Mopsuestiji v spravi s Cerkvijo.

## Dela
Najpopolnejši seznam Teodorjevih del (v sirskem jeziku) je ohranjen po zaslugi nestorijanskega škofa Ebedjesuja iz Sobe. 

### Eksegetska
- Komentarji k Stari zavezi:

Tu so trije zvezki o 1. Mojzesovi knjigi; komentar k Psalmom, ki vključuje 5 knjig; obsežen komentar dvanajstih malih prerokov; 1. in 2. knjige kraljev; 2 zvezka komentarjev o Jobovi knjigi, ki jih je napisal za Cirila Aleksandrijskega; komentar h knjigi Pridigar (Kohelet); ter komentar štirih velikih prerokov. Peti ekumenski koncil poroča tudi o komentarju Visoke pesmi, vendar je bil ta verjetno podan le v nekem njegovem pismu.
- Komentarji k Novi zavezi:

Napisal je komentarje za evangelij po Luku, Mateju in Janezu; komentar k Apostolskim delom; in komentar nekaj Pavlovih pisem (Galačanom, Kološanom, Tesaloničanom ter Filemonu).

### Opuscula (ostala dela)
- 1 knjiga »De sacramentis« (izgubljena); 1 knjiga »De fide« (fragmenti); 1 knjiga »De sacredotio« (izgubljena); 2 knjigi »De Spiritu Sancto, proti makedonijancem (izgubljeni); 15 knjig »De Incarnatione«, ki jih je napisal med leti 382-394 proti apolinaristom in evnomejcem; 2 knjigi »Contra Eunomium«; 2 knjigi »Contra dicentes: peccatum naturae inesse«; 2 knjigi »Contra magicam artem«; 1 knjiga »Ad monachos« (izgubljena); 1 knjiga »De obscura locutione; 1 knjiga »De perfectione operum« (izgubljena); 5 knjig »Contra allegoriastas«; 1 knjiga »De allegoriastas«; 1 knjiga »Assumente et Assumpto« (izgubljena), 1 knjiga »De legislatione« (izgubljena).
- Fotij (patriarh v Carigradu od 858 do 867) omenja, da je Teodor v knjigi »proti perzijskim magijam« pisal proti zoroastrianizmu in zavrgel svoje nestorijanske poglede.

### Pisma
- Vsa pisma so bila zbrana v eno knjigo, ki pa je danes izgubljena.

## Nauk

### Kanon in hermenevtika
Kanon Stare zaveze je prevzel od Jožefa Flavija. Za nekanonične je označil Jobovo knjigo, Visoko pesem, Ezrovo knjigo in pa devterokanonične knjige.
Iz Nove zaveze je odstranil vsa katoliška pisma (razen 1. Petrovega in 1. Janezovega pisma) ter Razodetje. Teodorjeva razlaga Svetega pisma je po vzoru antiohijske šole prevladujoče zgodovinska in po črki. Med vsemi Psalmi je na primer našel le štiri z resničnim mesijanskim tekstom, medtem ko je Visoko pesem razglasil za vulgarno svatbeno poezijo.

### Antropologija ter nauk o opravičenju
Teodorjev nauk o opravičenju je v zgodovini prebudil mnogo polemik. Pravi, da je Adam s svojim grehom sebe in človeštvo pahnil v stanje spremenljivosti oz. nestabilnosti, ki je stanje umrljivosti, smrti. Medtem ko je bila za Adama spremenljivost posledica greha, je za ostalo človeštvo ravno to stanje vzrok za greh. Človeštvo more torej po odrešenjskem dogodku Jezusa Kristusa prestopiti nazaj v stanje nespremenljivosti in neumrljivosti. Kristus nam je pri tem bil za zgled, in sicer v osnovi preko enosti z Logosom (v krščanskem pomenu), v večji meri pri krstu v Jordanu ter v polnosti pri vstajenju. Človek se preko krsta združi s Kristusom, pri čemer (1) so mu izbrisani vsi osebni grehi, (2) mu je podeljena Kristusova milost. Pri krstu otrok se zgodi le slednje.
Ne moremo zanikati, da je Teodorjev nauk zelo podoben osnovam nauka pelagianizma, vendar pa je težko reči, ali je Teodor vplival na Pelagija ali obratno. 

### Kristologija
Teodorjeva kristologija je dokaj neposredno vplivala na njegovega »učenca« Nestorija. V svoji zagnanosti proti arianizmu in apolinarizmu je antiohijska šola (Diodor, Teodor, Nestorij) močno poudarjala popolno božansko ter neprikrajšano človeško naravo Jezusa Kristusa, ki so ju poskušali med seboj čim bolj ločiti. Teodor je tako pri neki pridigi v Antiohiji silovito napadel izraz Theotokos (Bogorodnica), ki so v cerkveni terminologiji pripisovali Mariji že kakšno stoletje. Po svoji naravi dobesednega razumevanja je zagovarjal, da bi morali za Marijo uporabljati izraz anthropotokos (človekorodica), saj je bila Marija samo posredno tudi Theotokos. Teodor je kasneje svoje besede preklical in popravil, vendar pa je nedvomno ravno ta stroga delitev dveh narav povzročila kasnejšo kristološko zmoto nestorianizem. Vedel je namreč, da je treba ločiti dve naravi v Kristusu, vendar pa pojma narava in oseba še nista bila dorečena in je zato v govoru o dveh naravah prihajalo do uporabe izrazov, ki lahko nakazujejo na dve osebi. Kljub temu je Teodor še vedno govoril o eni osebi v Kristusu in posledično zagovarjal communicatio idiomatum.